# Barbarano Romano
Barbarano Romano – miejscowość i gmina we Włoszech, w regionie Lacjum, w prowincji Viterbo.
Według danych na rok 2004 gminę zamieszkiwało 950 osób, 25,7 os./km².